# Shahranaz
Shahranaz (tiếng Ả Rập: شهرناز) là một thị trấn của Syria nằm trong phó huyện Qalaat al-Madiq thuộc huyện al-Suqaylabiyah ở Tỉnh Hama. Theo Cục Thống kê Trung ương Syria (CBS), Shahranaz có dân số 1.646 người trong cuộc điều tra dân số năm 2004. Cư dân của nó chủ yếu là người Hồi giáo Sunni.